# CC Vest
CC Vest är ett norskt köpcenter i Lilleaker i västra Oslo. Det öppnade för första gången hösten 1989 och har senare utvidgats under åren 1990, 1991, 2000, 2004 och 2009. I dag har centret 78 butiker och hade en omsättning på över 1,9 miljarder norska kronor 2011.
CC Vest ligger i O. Mustad & Søns tidigare industrifastigheter och har utvecklats av och ägs av fastighetsbolaget Mustad Eiendom.